# Župnija Poljčane
Župnija Poljčane je rimskokatoliška teritorialna župnija dekanije Slovenska Bistrica Bistriško-Konjiškega naddekanata, ki je del nadškofije Maribor.

## Sakralni objekti
|    | slika | cerkeve                                            | kraj / naselje   |
| -- | ----- | -------------------------------------------------- | ---------------- |
| 1. |       | Cerkev sv. Križa župnijska cerkev                  | Zgornje Poljčane |
| 2. |       | Cerkev Škapulirske Matere Božje podružnična cerkev | Zbelovska Gora   |
| 3. |       | Kapela Marija sedem žalosti pokopališka kapela     | Zgornje Poljčane |
| 4. |       | Cerkev sv. Družine podružnična cerkev              | Spodnje Poljčane |

## Zgodovina

### Pražupniji Konjice in Slivnica
Že v letih 1085−1096 se je iz očitno preobsežno zasnovane hočke pražupnije izdvojila najprej konjiška pražupnija, vsaj leta 1146 pa še slivniška pražupnija. Vse tri so leta 1146 kot pražupnije prvič pisno omenjene v isti, do danes ohranjeni listini patriarha Pelegrina I. (1130-1161) iz Ogleja.
Konjiška pražupnija, tudi velika župnija (Grosspfarrei), je takrat obsegala ozemlje, večje od obsega sedanje Konjiške dekanije, na vzhodu je meja potekala nad Tremi kralji na Pohorju, med Tinjem in Čadramom do potoka Ložnice, med cerkvijo sv. Egidija v Kočnem in Laporjem do Boča. Na jugu po razvodju Dravinje čez Tolsti Vrh, Dolgo Goro, čez Boč nekako do Poljčanskega potoka in do meje z župnijo Ponikva in naprej do ceste, ki poteka iz Dramelj v Žičko Kartuzijo.
Na zahodu je meja potekala pod Črešnjicami in nad Frankolovim, na grič sv. Križa, Golek in Bukovo Goro in ob Dravinji navzgor do njenega izvira pod Roglo do srede Lazin, ter na severni strani po vrhu Pohorja do Javorskega vrha.
Do leta 1251 je konjiška župnija z Laporjem in Poljčanami segala vse do Ložnice, tega leta pa ju je župnik Peter (Plebanus sancti Georgii de Gonwiz) predal dominikanskemu samostanu v Studenicah v zameno za Tinje na Pohorju in Venčesl.
Vikariat Poljčane je bil izločen iz konjiške pražupnije in dodeljen slivniški pražupniji. Župnija je bila ustanovljena leta 1760.
Cerkev v Zgornjih Poljčanah je bila zidana v drugi polovici 12. stoletja, sedanja župnijska cerkev sv. Križa je iz leta 1895.